# Palazzo Ducale (Larino)
Il Palazzo ducale è una struttura architettonica civile di Larino, in Piazza Roma.

## Storia
In origine il palazzo era un castello edificato nell'XI secolo dai Normanni, e secondo alcune testimonianze inizialmente fu usato come dimora dalle famiglie più abbienti, i vari conti, marchesi e baroni che tenevano le sorti di Larino per conto dei sovrano di Palermo; il castello era collegato a una fortificazione sterna oggi scomparsa, che fungeva da prigione. Il palazzo castellato fu eretto in posizione strategica accanto al Duomo, presso Porta del Piano, l'asse viario principale dell'antica via consolare.
La struttura di fortezza rimase sino alla metà del XVII secolo, quando la famiglia De Sangro nel 1683 la trasformò in palazzo gentilizio. La presenza della famiglia De Sangro, sia a Larino che come occupante del palazzo, è documentata anche attraverso degli stemmi, uno dei queli si trova in vico Brencola. Si tratta di un concio di chiave di un arco acuto alla gotica, che reco lo scudo con le insegne della famiglia. Secondo l'archeologo Franco Valente lo stemma sarebbe stato asportato da un altro luogo, e forse apparteneva proprio al castello, negli anni in cui si voleva perpetrare una damnatio memoriae contro i Sangro. Lo stemma appartiene a Tommasa de Sangro, feudataria di Larino. Nel XIV secolo il castello era di proprietà di Ugone di Soliaco, che lo rifortificò nel 1340.
Un altro stemma rinvenuto che ha lo scudo dei Sangro, con una dedica, come quello precedente, mostra come a Larino sia stata importante la figura di Tommasa e di suo figlio Ugolino, ancora minorenne; Tommasa sua madre governò in sua vece per vari anni, durante il baliato. Dallo stemma, con le insegne dei Pignatelli, si può immaginare che fosse avvenuta anche un'unione matrimoniale e politica tra le due casate, anche se nei documenti il castello è sempre citato come proprietà dei Sangro.
Nell'800 il palazzo venne acquistato dalla Municipalità di Larino, nel 1888 fu costruita un'altra facciata orientata su Piazza Vittorio Emanuele (oggi Piazza Roma), incompiuta. Attualmente ospita ancora la sede del Comune di Larino, ma è anche un'attrazione turistica, sede del museo civico archeologico.

## Architettura
Il palazzo ha forma quadrata con torre angolare collocata a nord-est, ed è accessibile dall'ingresso preceduto da due gradini in pietra. Dopo aver attraversato la porta, si percorre una lunga scalinata che conduce a un atrio porticato, che a sua volta sostiene un loggiato scandito da ampi archi a tutto sesto. L'androne di ingresso presenta sulla sinistra un'edicola funeraria romana, con due busti, uno maschile e l'altro femminile, con un'iscrizione che li identifica in C. Gavio Scipione e sua moglie Optata.
La stanza della Giunta è in stile liberty, vi si trova l'affresco dello stemma civico con l'ala su campo azzurro, e si suoi quattro lati i volti di importanti personaggi molisani e larinesi dell'epoca risorgimentale; un primo piano e un secondo sono accessibile dallo scalone del loggiato. L'atrio ospita il museo civico con la biblioteca comunale "Bartolomeo Preziosi", e il Municipio.

## Museo civico
Ospita tre pavimentazioni musive romane tratte dagli scavi di Larinum, sono il mosaico degli Uccelli, del Leone e della Lupa. Nella prima sala si trovano affisse alle pareti delle epigrafi, iscrizioni romane, dopo l'ingresso a sinistra si trova un pianoforte a coda, donato alla città dal prof. B. Preziosi, nella seconda sala si trovano reperti archeologici d'età romana, sistemati in vetrine espositive.